# Edoras
Edoras es un lugar ficticio que pertenece al legendarium creado por el escritor británico J. R. R. Tolkien y que aparece en su novela El Señor de los Anillos.  Edoras significaba "Las Cortes", en el lenguaje de Rohan. 

## Ubicación
Era la capital de Rohan. Está ubicada sobre una colina de hierba expuesta constantemente al viento, a los pies de las Montañas Blancas (Ered Nimrais), país de hombres. Cerca de allí se encuentra el río Nevado, que rodea la ciudad por el norte.

## Historia ficticia
Fue fundada por Brego, el segundo rey de Rohan, sobre el 2560 de la tercera Edad, siendo anteriormente Aldburg la capital bajo reinado de Eorl, en el Folde. 
En el centro de Edoras se elevaba Meduseld, el palacio real recubierto de oro, que podía observarse a grandes distancias por la forma en la que relucía, donde se encontrarían Gandalf, Aragorn, Gimli y Legolas con el rey Théoden.
La ciudad estaba protegida solamente por una empalizada alta y un acceso de una sola vía. Justo antes de las puertas al frente de la  ciudad se encontraba un cementerio formado por túmulos cubiertos de hierba verde y unas hermosas flores blancas conocidas como Simbelmynë, allí yacían los restos de los reyes de la Casa de Eorl. al final de la Tercera Edad existían nueve tumbas en el lado oeste para los reyes del primer linaje Eorl, Brego, Aldor, Fréa, Fréawine, Goldwine, Déor, Gram y Helm, y ocho del lado este, para los del segundo linaje Fréaláf, Brytta, Walda, Folca, Folcwine, Fengel, Thengel y, el último de todos, Theoden, muerto en la Batalla de los Campos del Pelennor. El camino continua desde las puertas de Edoras, pasando entre las dos filas de túmulos, y recorre los bosques y las colinas de la región.

## Adaptaciones
Para la adaptación del libro realizada por Peter Jackson se construyó un set a escala real de la ciudad en el monte Sunday en la parte alta del valle Rangigata cerca a Erewhon. Toda la grabación se realizó con tomas reales, incluyendo los paisajes y las ciudades, sin uso de gráficos por ordenador.

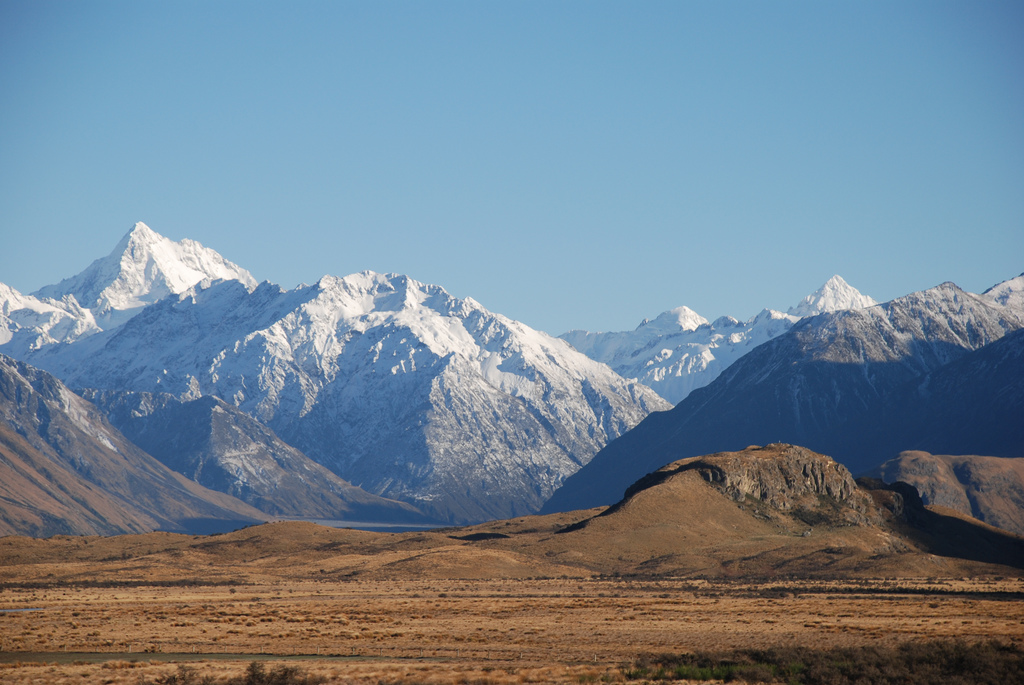
Monte Sunday (El menor a la derecha), lugar donde se ubicó Edoras para la adaptación cinematográfica de El Señor de los Anillos.